# Короткоклювый бекасовидный веретенник

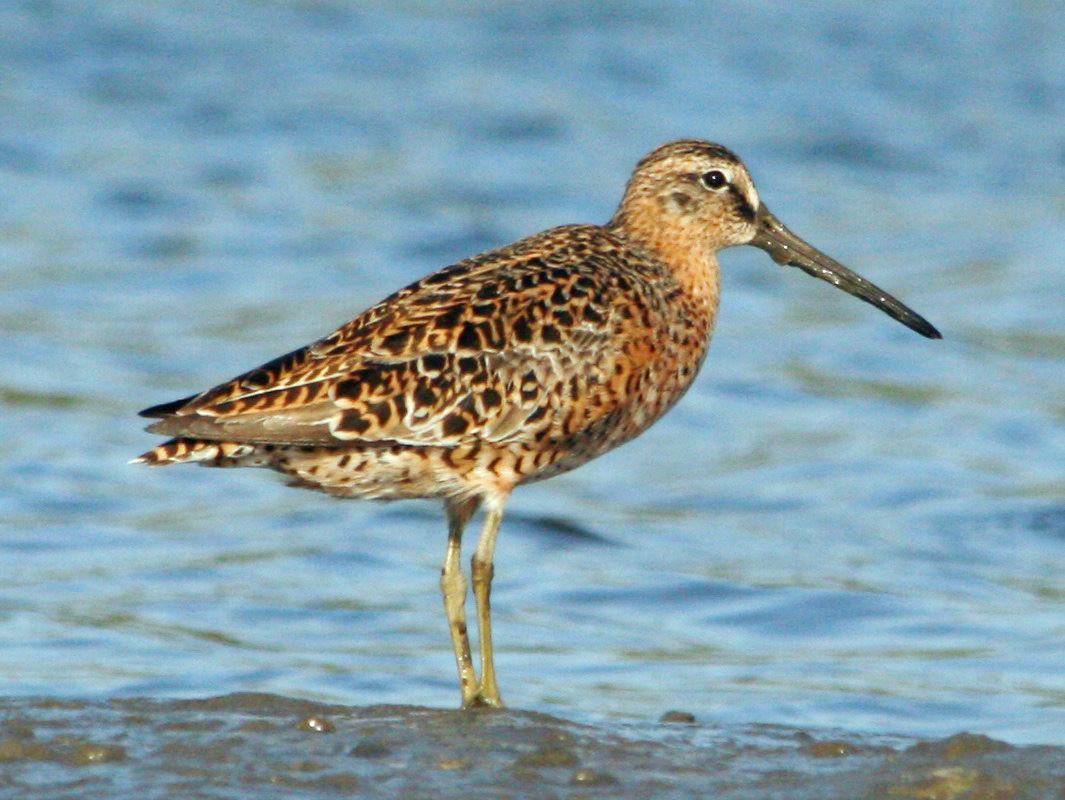
В гнездовом наряде

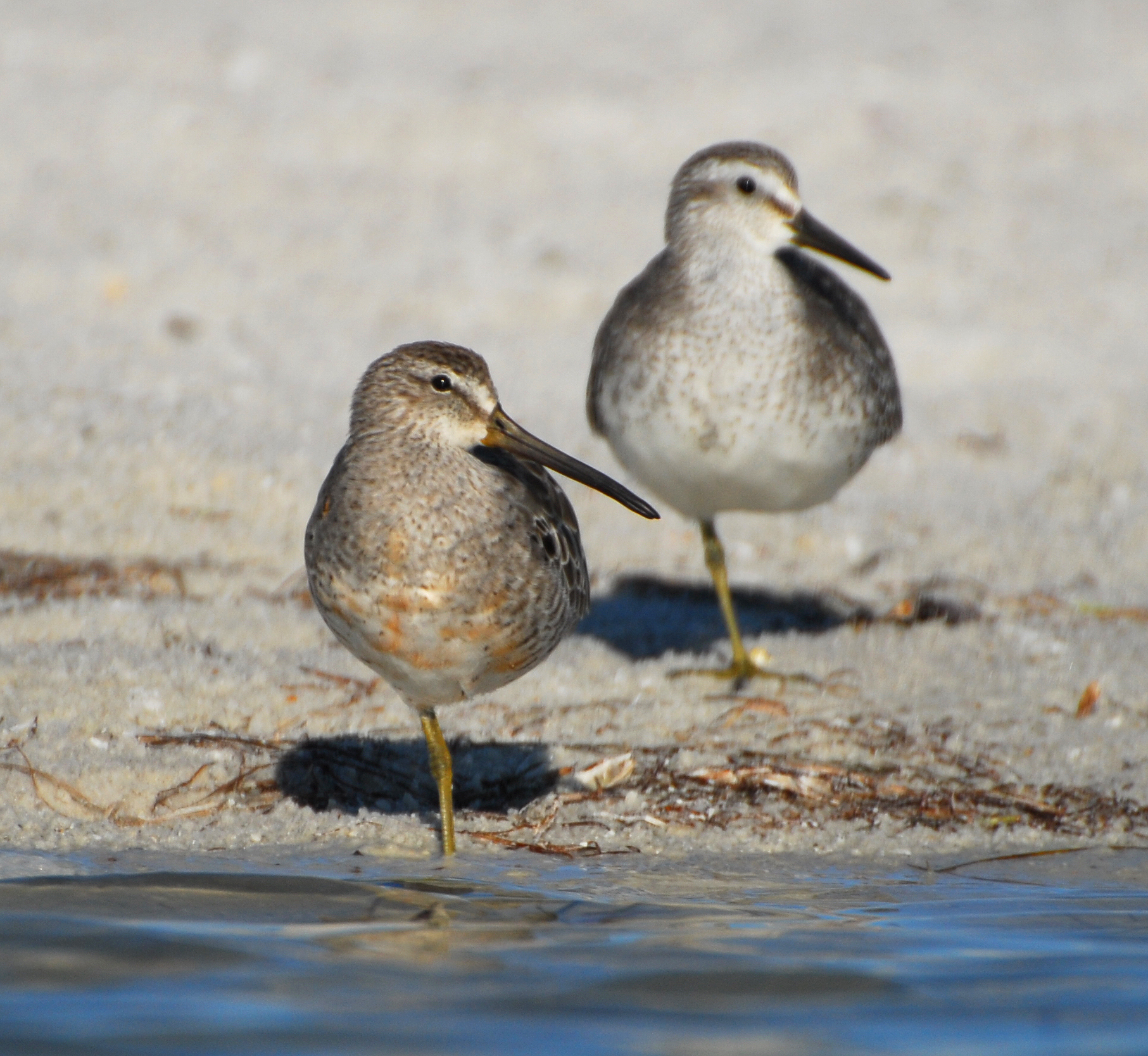
Взрослый на переднем плане, исландский песочник на заднем плане

Короткоклювый бекасовидный веретенник (вариант: короткоклювый американский бекасовидный веретенник) (Limnodromus griseus), как и его сородич американский бекасовидный веретенник, является коренастый длинноклювый кулик среднего размера из семейства Scolopacidae. Название рода Limnodromus происходит от древнегреческого от слова limne — озеро, болото и dromos — бегун. Видовое название griseus на средневековой латыни означает "серый". 
Этот вид - обитатель Северной Америки, Центральной Америки, Карибского бассейна и северной части Южной Америки. Виду свойственны далёкие миграции; зимой гнездовая популяция полностью покидает места гнездования. Этот вид населяет разнообразные среды обитания, включая тундру на севере, озёра и илистые отмели на юге. Он обычно питается беспозвоночными, быстро тыкая клюв в грязь, словно иглу швейной машинки. Он и очень похожий на него американский бекасовидный веретенник считались одним видом до 1950 года. Полевая идентификация двух обитающих в США бекасовидных веретенников сегодня остается сложной задачей. Отличить зимующих или молодых короткоклювых бекасовидных веретенников от длинноклювых американских бекасовидных веретенников очень сложно, и даже с учётом их тонких различий в форме тела не всегда могут быть видовая принадлежность не всегда может быть определена. Наиболее чётко они различаются по вокализации. Английские названия "короткоклювый" и "длинноклювый" для собственно американского бекасовидного веретенника вводят в заблуждение, так как длины их клювов во многом пересекаются. Только по этому признаку можно идентифицировать видовую принадлежность лишь небольшого процента особей. 

## Описание

### Внешний вид
Туловище взрослых птиц темно-коричневое сверху и красноватое снизу. На хвосте черно-белая полоска. Ноги желтоватого цвета.
Известны три подвида с небольшими различиями в окраске:
- L. g. griseus —  белое брюшко и исчерченные бока.
- L. g. hendersoni — красноватое брюшко и пятнистые бока.
- L. g. caurinus — белое брюшко с сильно исчерченными боками и грудь с густыми пятнами.

Ни один из подвидов в окраске не сочетает красноватое брюшко и полосатые бока гнездового оперения американского бекасовидного веретенника. Зимнее оперение преимущественно серое. Эта птица может иметь длину от 23 до 32 см, размах крыльев от 46 до 56 см  и массу тела 73–155 г.

### Голос
Крик этой птицы более мягкий, чем у "длинноклювого" американского бекасовидного веретенника, и полезен для идентификации, особенно  взрослых особей в сложных для идентификации сезонных нарядах.

## Ареал и места гнездования
Их среда обитания включает в себя болота, приливные марши, илистые отмели. L. g. griseus размножаются в северном Квебеке; L. g. hendersoni гнездятся на севере центральной Канады; L. g. caurinus размножается на юге Аляски и юге Юкона.
Эти птицы строят гнёзда на земле, обычно у воды. Они представляют собой небольшие углубления в зарослях травы или мха, выстланные мелкой травой, побегами и листьями. Они откладывают четыре, иногда три яйца от желто-оливкового до коричневого цвета. Инкубация длится 21 день, насиживают обе птицы: и самец, и самка. 
Пуховые птенцы покидают гнездо вскоре после вылупления. Роли родителей в воспитании потомства не очень точно известны, но считается, что самка может уходить и оставлять самца в одиночестве ухаживать за птенцами, которые вскоре сами начинают находить себе пищу.
Они мигрируют на юг Соединенных Штатов и дальше на юг, вплоть до Бразилии. Во время миграции эту птицу можно чаще видеть у берегов океана, чем американского бекасовидного веретенника. Эта птица несколько раз была отмечена в Западной Европе, но только как крайне редкий залётный вид.

## Питание
Эти птицы кормятся, зондируя клювом грунт на мелководье или мокрой грязи. В основном, они едят личинок насекомых, моллюсков, ракообразных и морских червей, но также едят некоторые корма растительного происхождения.